# Semne de viață (serial)
Semne de viață (în engleză Another Life) este un serial TV științifico-fantastic american din anul 2019. A fost creat de Aaron Martin și a avut premiera pe Netflix la 25 iulie. În rolurile principale interpretează actorii Katee Sackhoff, Selma Blair, Justin Chatwin, Samuel Anderson, Elizabeth Ludlow, Blu Hunt, A.J. Rivera, Alexander Eling, Alex Ozerov, Jake Abel, JayR Tinaco, Lina Renna, Jessica Camacho, Barbara Williams, Parveen Dosanjh, Greg Hovanessian, Chanelle Peloso și Tyler Hoechlin. În octombrie 2019, serialul a fost reînnoit cu un al doilea sezon programat să aibă premiera la 14 octombrie 2021.

## Premiză
Astronauta Niko Breckinridge, împreună cu echipajul navei spațiale de cercetare Salvare, pleacă în spațiu spre sistemul binar Pi Canis Majoris pentru a găsi originea unui artefact extraterestru misterios, creat pe Pământ de un OZN. Pe parcursul misiunii spațiale, echipajul navei se confruntă cu o varietate de orori cosmice.

## Distribuție
- Katee Sackhoff ca Niko Breckinridge, astronaut și ofițer comandant al navei Salvare, într-o misiune de a determina originea artefactului extraterestru. Nava anterioară a lui Niko, Pilgrim, a suferit un dezastru care a ucis zece oameni, inclusiv fratele lui August și comandantul și iubitul lui Niko, Hudson.
- Justin Chatwin ca Erik Wallace, un om de știință angajat al Comandamentului Interstelar al Statelor Unite, dedicat găsirii vieții inteligente extraterestre; este soțul lui Niko și tatăl Janei. Pe Pământ, el investighează structura cristalină creată de un OZN.
- Samuel Anderson ca William, interfața holografică a inteligenței artificiale simțitoare de la bordul navei Salvare. El este consilier și prieten al lui Niko pe parcursul sezonului unu și chiar o susține în momentele în care ea are nevoie. El este văzut ca o persoană reală de către Niko, dar nimeni altcineva nu-l consideră la fel.
- Blu Hunt ca August Catawnee (sezonul 1 - rol principal; invitat în sezonul 2), inginer-șef și cel mai tânăr membru al echipajului Salvare. Fratele ei a murit anterior sub comanda lui Niko.
- A.J. Rivera ca Bernie Martinez, microbiologul de pe Salvare și bucătar cu jumătate de normă.
- Jake Abel ca Sasha Harrison (sezonul 1), fiul secretarului american al apărării, care servește ca reprezentant al guvernului și legătura diplomatică de la bordul Salvare. Este văzut ca cel mai slab și de multe ori nu are încredere în colegii săi din echipaj.
- Alex Ozerov ca Oliver Sokolov (sezonul 1 - rol principal; invitat în sezonul 2), un inginer de pe Salvare.
- Alexander Eling ca Javier Almanzar, un fost hacker care se află la bordul Salvare ca expert în ingineria computerelor.
- JayR Tinaco ca Zayn Petrossian, medicul de pe Salvare.
- Lina Renna ca Jana Breckinridge-Wallace, fiica lui Niko și a lui Erik.
- Selma Blair ca Harper Glass, o influențatoare media de opinie care încearcă să afle cât mai multe din una dintre cele mai mari povești din istoria omenirii.
- Elizabeth Ludlow - Cas Isakovic, comandant-secund al lui Niko și pilot al lui Salvare. Ea este trezită în episodul 2.
- Tongayi Chirisa ca Richard Ncube (sezonul 2)[7]
- Dillon Casey ca Seth Gage (sezonul 2)[7]

## Episoade
| Sezonul | Sezonul | Episoade | Episoade | Premiera TV       | Premiera TV |
| ------- | ------- | -------- | -------- | ----------------- | ----------- |
|         | 1       | 10       | 10       | 25 iulie 2019     |             |
|         | 2       | 10       | 10       | 14 octombrie 2021 |             |

### Sezonul 1 (2019)
| Nr. în serial | Nr. în sezon | Titlu                                                        | Regizat de     | Scris de                          | Data lansării |
| ------------- | ------------ | ------------------------------------------------------------ | -------------- | --------------------------------- | ------------- |
| 1             | 1            | „Traversarea galaxiei (Across the Universe)”                 | Omar Madha     | Aaron Martin                      | 25 iulie 2019 |
| 2             | 2            | „Către tărâmuri necunoscute (Through the Valley of Shadows)” | Omar Madha     | Naledi Jackson                    | 25 iulie 2019 |
| 3             | 3            | „Cădere nervoasă (Nervous Breakdown)”                        | Metin Hüseyin  | Alex Levine                       | 25 iulie 2019 |
| 4             | 4            | „E vina mea (Guilt Trip)”                                    | Metin Hüseyin  | Amanda Fahey                      | 25 iulie 2019 |
| 5             | 5            | „Gândesc, deci exist (A Mind of its Own)”                    | Mairzee Almas  | Romeo Candido                     | 25 iulie 2019 |
| 6             | 6            | „Nu scapi de mine (I Think We're Alone Now)”                 | Mairzee Almas  | Lauren Gosnell & Alejandro Alcoba | 25 iulie 2019 |
| 7             | 7            | „Îmi văd visul cu ochii (Living the Dream)”                  | Allan Arkush   | Lucie Pagé                        | 25 iulie 2019 |
| 8             | 8            | „Nici pic de lumină (How the Light Gets Lost)”               | Sheree Folkson | Sean Reycraft                     | 25 iulie 2019 |
| 9             | 9            | „Ești viu (Heart and Soul)”                                  | Sheree Folkson | Jackie May                        | 25 iulie 2019 |
| 10            | 10           | „Salut! (Hello)”                                             | Allan Arkush   | Aaron Martin                      | 25 iulie 2019 |

### Sezonul 2 (2021)
| Nr. în serial | Nr. în sezon | Titlu                                               | Regizat de    | Scris de                      | Data lansării     |
| ------------- | ------------ | --------------------------------------------------- | ------------- | ----------------------------- | ----------------- |
| 11            | 1            | „Revenirea în luptă (Live to Fight Another Day)”    | Kevin Dowling | Aaron Martin                  | 14 octombrie 2021 |
| 12            | 2            | „Iluzii (Smoke and Mirrors)”                        | Kevin Dowling | Lauren Gosnell                | 14 octombrie 2021 |
| 13            | 3            | „Propriul meu dușman (My Own Worst Enemy)”          | Kellie Cyrus  | Alexander Levine              | 14 octombrie 2021 |
| 14            | 4            | „Voința de putere (The Great Wheel)”                | Kellie Cyrus  | Lucie Page                    | 14 octombrie 2021 |
| 15            | 5            | „Un Pământ mai bun (A Better Earth)”                | Shannon Kohli | Alejandro Alcoba              | 14 octombrie 2021 |
| 16            | 6            | „Darul zeilor (Gift From the Gods)”                 | Shannon Kohli | Romeo Candido                 | 14 octombrie 2021 |
| 17            | 7            | „Nu renunț la tine (Never Gonna Give You Up)”       | Avi Youabian  | Aaron Martin                  | 14 octombrie 2021 |
| 18            | 8            | „Ca un șoarece într-o cușcă (Just a Rat in a Cage)” | Avi Youabian  | JP Larocque și Maggie Gilmour | 14 octombrie 2021 |
| 19            | 9            | „Ce rămâne (What's Brought/What's Left Behind)”     | Metin Hüseyin | Sean Reycraft                 | 14 octombrie 2021 |
| 20            | 10           | „Ziua Z (D-Day)”                                    |               | Aaron Martin                  | 14 octombrie 2021 |